# Tuili
Tuili (sardinsky: Tuìli) je italská obec (comune) v provincii Sud Sardegna v regionu Sardinie. Nachází se ve výšce 208 metrů nad mořem a má 929 obyvatel. Rozloha obce je 24,59 km².